# Alessandro Barnabò
Alessandro Barnabò (Foligno, 2. ožujka 1801. – Rim, 24. veljače 1874.) bio je talijanski kardinal i prefekt Svete kongregacije za širenje vjere.

## Životopis
Rođen je u Folignu 2. ožujka 1801. godine.
Bio je prefekt Svete kongregacije za širenje vjere od 1856. do svoje smrti 1874. godine.
Papa Pio IX. ga je uzdigao na čast kardinala u konzistoriju 16. lipnja 1856. godine.
Preminuo je 24. veljače 1874. u 73. godini života.
Prijateljevao je s hercegovačkim franjevcem Paškalom Buconjićem za vrijeme njegova boravka u Rimu.